# Lou Reed

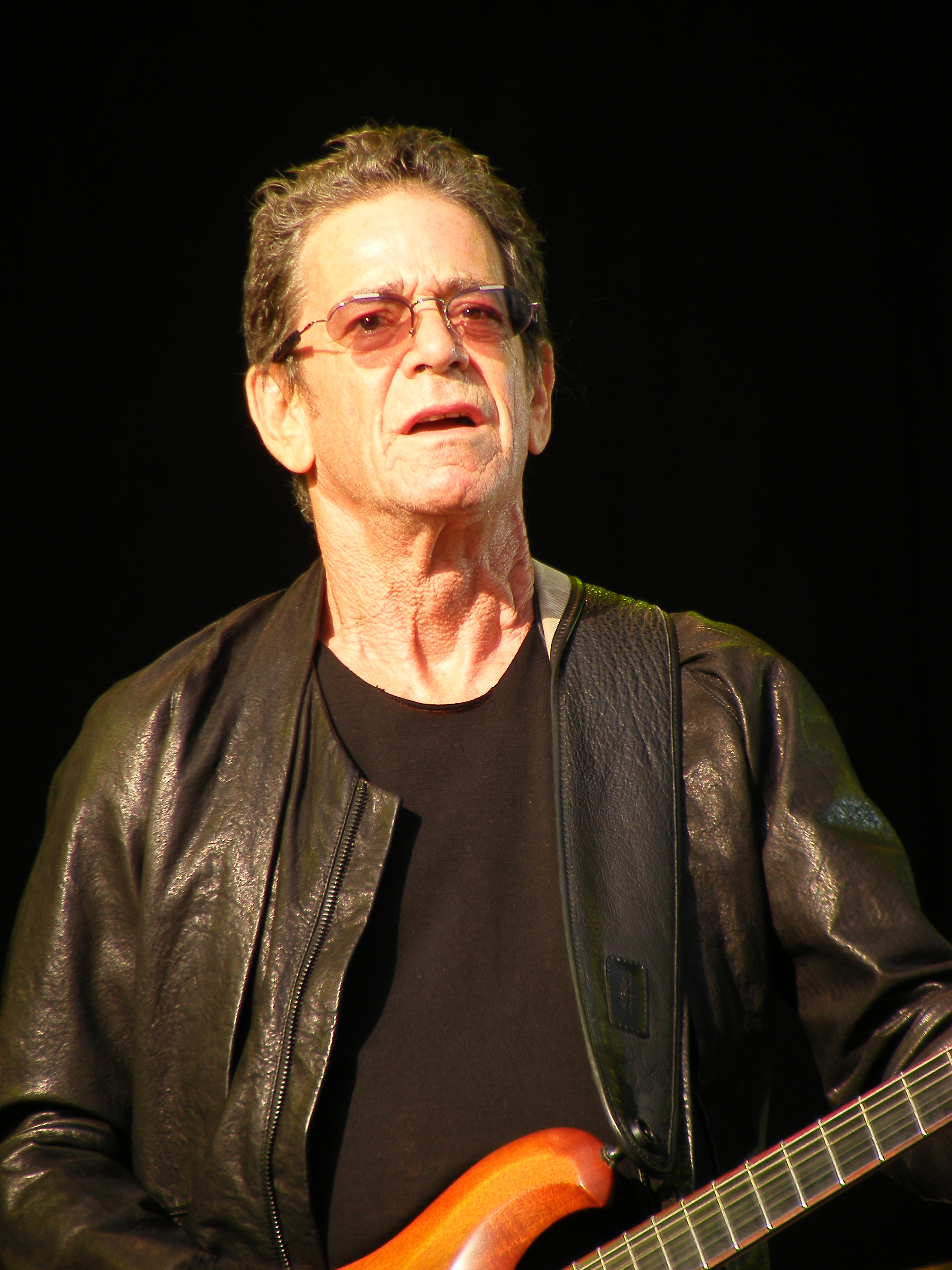
Lou Reed (2011)

Lewis Allan „Lou“ Reed (* 2. März 1942 in New York; † 27. Oktober 2013 in East Hampton, New York) war ein US-amerikanischer Songwriter, Gitarrist und Sänger. Er war zusammen mit John Cale Gründungsmitglied der einflussreichen Rockband The Velvet Underground, welche in der Frühphase von Andy Warhol gefördert wurde. Durch sein innovatives Schaffen in den 1960er und 1970er Jahren erarbeitete sich Reed den Ruf als Wegbereiter von Genres wie Punk, Indie-Rock oder auch Industrial.

## Kindheit und Jugend (1942–1962)

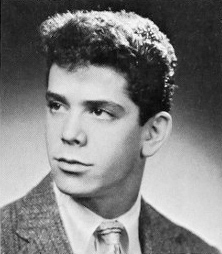
Lou Reed (1959)

Lewis Allan Reed wurde am 2. März 1942 im Beth-El Hospital (später Brookdale) in Brooklyn geboren und wuchs dort und in Freeport auf Long Island auf, wo seine Eltern 1952 ein Haus kauften. Reed war der Sohn von Toby (geb. Futterman) (1920–2013) und Sidney Joseph Reed (1913–2005), einem Buchhalter. Seine Familie war konservativ-jüdisch, seine Großeltern waren russische Juden, die vor dem Antisemitismus im Zarenreich geflohen waren. Sein Vater hatte seinen Namen von Rabinowitz in Reed geändert. Reed sagte, er sei zwar jüdisch, aber sein „wahrer Gott sei der Rock ’n’ Roll“.
Reed besuchte die Atkinson Elementary School in Freeport und ging anschließend auf die Freeport Junior High School. Seine Schwester Merrill, geborene Margaret Reed, sagte, dass er als Jugendlicher unter Panikattacken litt, sozial unbeholfen wurde und „ein labiles Temperament“ besaß, sich aber sehr auf Dinge konzentrierte, die er mochte, vor allem Musik. Nachdem er das Gitarrenspiel aus dem Radio gelernt hatte, entwickelte er schon früh ein Interesse an Rock ’n’ Roll und Rhythm and Blues und spielte während der High School in mehreren Bands. Im Alter von 16 Jahren begann er mit Drogen zu experimentieren.
Seine Schwester erinnerte sich, dass er während seines ersten Jahres am College eines Tages mit einem Nervenzusammenbruch nach Hause gebracht wurde, woraufhin er eine Zeit lang „depressiv, ängstlich und sozial nicht ansprechbar“ war, und dass seine Eltern Schwierigkeiten hatten, damit umzugehen. Nach dem Besuch eines Psychologen fühlten sich Reeds Eltern als schlechte Eltern schuldig und stimmten einer Elektrokrampftherapie (EKT) über acht Wochen für Lou zu, mit drei Sitzungen pro Woche. Reed schien seinem Vater die Schuld für die Behandlung zu geben, der er ausgesetzt war. Reed erinnerte sich später daran, dass diese Erfahrung traumatisch war und zu Gedächtnisverlust führte. Er glaubte, dass er behandelt wurde, um seine homosexuellen Gefühle zu vertreiben. Diese Jugenderlebnisse verarbeitete er in späteren Liedern, unter anderem in Kill Your Sons aus dem Album Sally Can’t Dance (1974). Reed beschrieb diese Phase seines Lebens folgendermaßen: „Sie steckten dir was in den Mund und brachten Elektroden an den Kopf und jagten Strom durch deinen Kopf, und anschließend fühltest du dich wie weichgekochtes Gemüse.“ Als Folge der Elektroschocks blieb Reeds linke Gesichtshälfte teilweise gelähmt. Nach Reeds Tod bestritt seine Schwester, dass die EKT-Behandlungen dazu dienten, seine „homosexuellen Neigungen“ zu unterdrücken, und behauptete, ihre Eltern seien nicht homophob gewesen, sondern hätten von seinen Ärzten erfahren, dass die EKT notwendig sei, um Reeds psychische und Verhaltensprobleme zu behandeln.
Seine erste Plattenaufnahme machte er für Bob Shads Label Time als Teenager und Mitglied einer Doo-Wop-Band, die sich The Jades nannte.
Lou Reed distanzierte sich alsbald von seinem Elternhaus und begann Anfang der 1960er Jahre ein Studium an der Syracuse University, wo er 1964 seinen Abschluss in Englisch machte. Sein Lehrer und intellektueller Mentor an der Universität war Delmore Schwartz, mit dem er auch privat befreundet war. Einst sagte Reed, sein Ziel sei es, die Empfindsamkeit und Intelligenz des Romans auf die Rockmusik zu übertragen oder den Großen Amerikanischen Roman als Musikalben-Folge zu realisieren.
Später schrieb Reed die Stücke European Son und My House als Reminiszenz an Schwartz, der starken Einfluss auf seine spätere Songwriter-Karriere hatte. Während seiner Studienzeit in Syracuse entwickelte Reed auch ein Interesse für Free Jazz und experimentelle Musik wie die von La Monte Young, mit dem John Cale zusammenarbeitete.

## Karriere

### Erste musikalische Schritte (1963–1964)
Reed zog 1963 zurück nach New York, wo er als Songschreiber für das Plattenlabel Pickwick Records arbeitete, das Tanzmusik am Fließband produzierte. 1964 hatte er einen kleinen Hit mit The Ostrich, einer Parodie auf einen gerade populären Tanz. Die Plattenproduzenten wurden bald auf das Nachwuchstalent aufmerksam. Noch im selben Jahr gründete Reed zusammen mit John Cale spontan die Gruppe The Primitives. Er hatte John Cale, der Musik studierte, zufällig in New York kennengelernt. Cale war überrascht von der neuen Art, wie Reed Gitarre spielte: Er hatte sich angewöhnt, alle Saiten seiner Gitarre gleich zu stimmen, um einen sogenannten Drone zu erzeugen, was mit Cales experimenteller Musik harmonierte. Als Cale das Repertoire von Reeds Kompositionen gehört hatte – unter anderem eine frühe Version von Heroin –, beschlossen die beiden zusammenzuarbeiten und ein Bandprojekt zu realisieren.

### The Velvet Underground (1965–1970)
Reed und Cale traten 1965, ergänzt um Sterling Morrison und Maureen Tucker, zum ersten Mal unter dem Namen The Velvet Underground auf. Diese stilprägende Band ist trotz Reeds späterer erfolgreicher Solokarriere bis heute untrennbar mit seinem Namen verbunden. Reed war neben John Cale Mitbegründer und die treibende Kraft der von Andy Warhol geförderten Band und spielte Gitarre, sang und schrieb die meisten Songs. Obwohl die Band während ihres Bestehens kommerziell nicht erfolgreich war, gilt The Velvet Underground als eine der einflussreichsten Untergrund-Bands aller Zeiten und als Wegbereiterin der späteren Independent- und Punk-Musik. Ein Achtungserfolg war das Debütalbum The Velvet Underground & Nico (das Album mit dem bekannten Bananen-Cover) mit der deutschstämmigen Sängerin Nico, mit der Lou Reed kurze Zeit liiert war. Einen Vorgeschmack auf Reeds späteres Werk in den 1970er Jahren gab dann die folgende LP White Light/White Heat, auf der mit atonalen Rückkopplungen gearbeitet wurde.

### Solokarriere und Zusammenarbeit mit anderen Künstlern (1970–2011)

#### Die 1970er Jahre

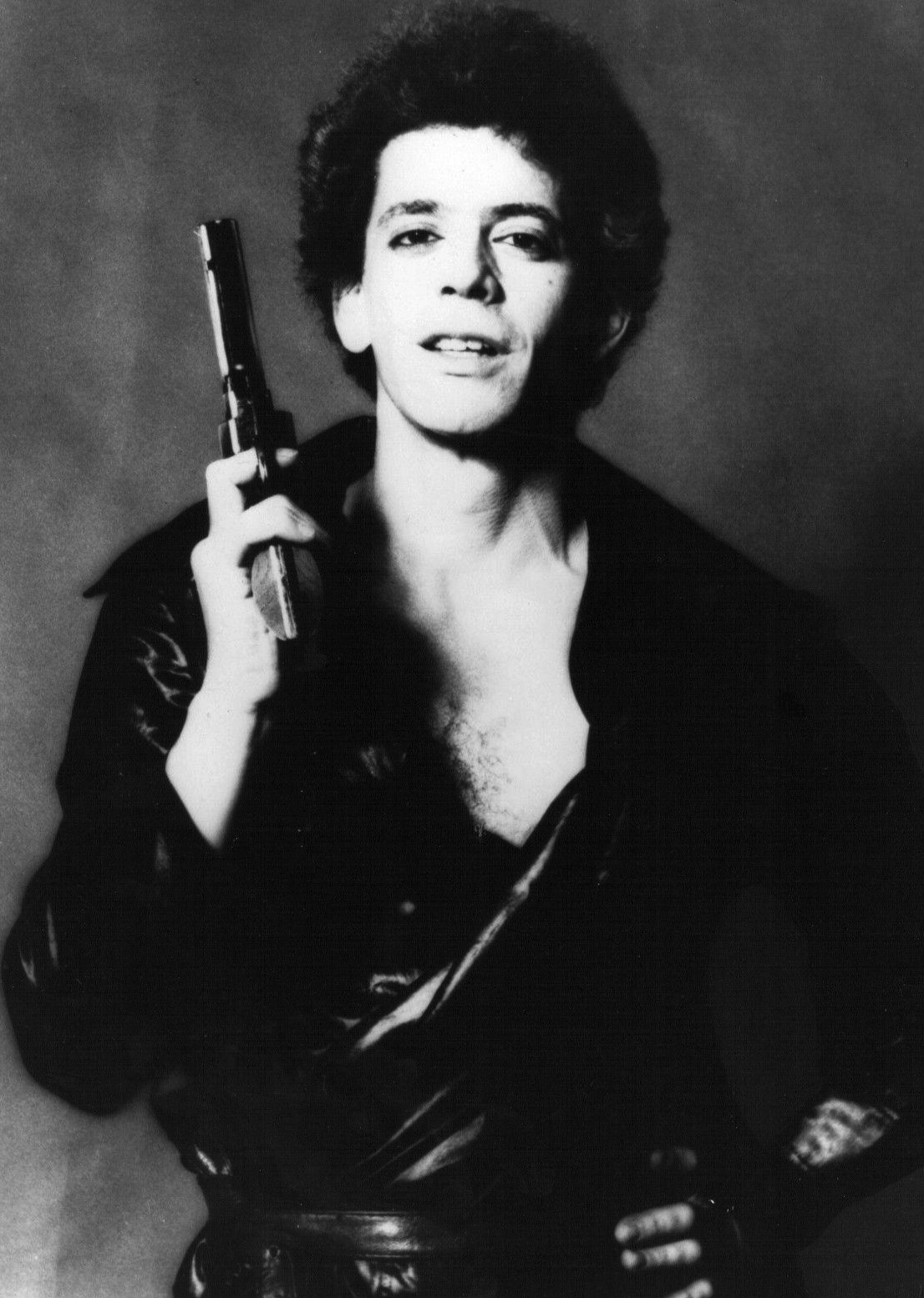
Lou Reed (1979)

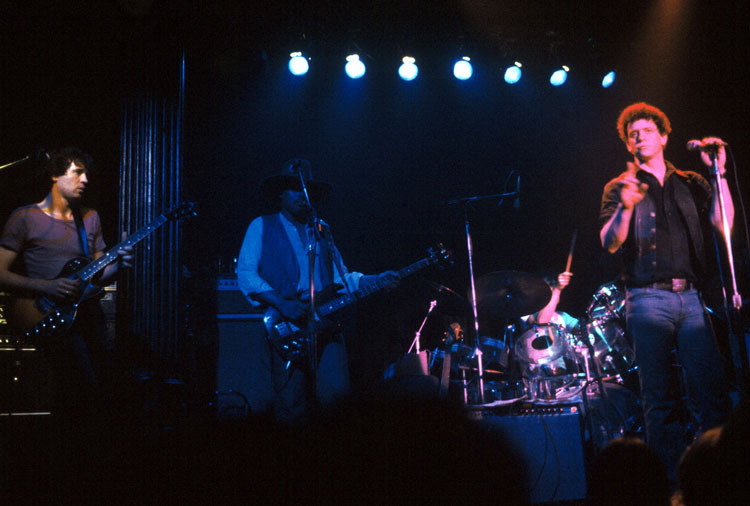
Lou Reed auf der Bühne mit dem Gitarristen Chuck Hammer, Juni 1979, The Bottom Line, New York City

In den 1970er Jahren griff Reed häufig zu Methamphetamin und Alkohol.
Nach der Trennung von Velvet Underground startete Reed 1972 seine Solokarriere mit einem nach ihm selbst betitelten Debütalbum. Es enthält vor allem Stücke, die in der Spätphase von Velvet Underground entstanden sind. Trotz guter Kritiken blieb der kommerzielle Erfolg aus. Das Album erreichte lediglich Rang 189 der US-amerikanischen Billboard-Charts, während es in Großbritannien nicht einmal eine Platzierung erzielen konnte. Aus dem Album wurden zwei Singles ausgekoppelt (Going Down und Wild Child).
Noch im November des gleichen Jahrs veröffentlichte Reed das Glam-Rock-Album Transformer, das sein kommerzieller Durchbruch war. Transformer wurde von David Bowie und Mick Ronson mitproduziert und machte Reed einem breiteren Publikum bekannt, vor allem in Großbritannien. Die Single Walk on the Wild Side war eine Hommage an die Außenseiter und Stricher, die Andy Warhol in den späten 60er Jahren umgaben und in seinen Filmen auftraten. Jede der fünf Strophen des Songs beschreibt eine Person, die Mitte bis Ende der 1960er Jahre zum festen Inventar von The Factory gehörte: (1) Holly Woodlawn, (2) Candy Darling, (3) „Little Joe“ Dallesandro, (4) „Sugar Plum Fairy“ Joe Campbell und (5) Jackie Curtis. Der grenzüberschreitende Text des Liedes entging der Radiozensur. Obwohl das jazzige Arrangement (mit freundlicher Genehmigung des Bassisten Herbie Flowers und des Saxophonisten Ronnie Ross) musikalisch untypisch für Reed war, wurde es schließlich zu seinem Markenzeichen.
1973 folgte das Album Berlin, das von einer gescheiterten Liebesgeschichte zweier Junkies in dieser Stadt handelt. Das Album zeichnet sich durch seine bedrückende Stimmung aus und enthält Stücke wie Caroline Says II (Gewalt), The Kids (Prostitution und Drogenkonsum), The Bed (Suizid) und Sad Song. Berlin wird heute oft als sein Meisterwerk betrachtet, stieß aber zur Zeit seiner Veröffentlichung bei Presse und Publikum auf fast völliges Unverständnis und Entsetzen. Reed war über dieses Scheitern so enttäuscht, dass er nach eigener Aussage die „Schotten dichtmachte“. In seinem Fall bedeutete es schroffe Konfrontation oder verächtliche Indifferenz gegenüber der Rockmusik-Presse, seinem damaligen Publikum und seiner eigenen kommerziellen Karriere für den Rest des Jahrzehnts. Das und nicht zuletzt die Strapazen der schier endlosen Tourneen haben das ihre getan, um ihn bis an den Rand des Abgrundes zu führen. In späteren Interviews hat er dennoch viele seiner damaligen Exzesse auch als Ausdruck einer etwas infantilen Trotzhaltung selbstkritisch reflektiert.
Im Sommer 1975 wurde er als Hauptact bei Startruckin 75 in Europa gebucht, einem von Miles Copeland organisierten Rockfestival. Reeds Drogensucht machte ihn jedoch unzuverlässig und er trat auf der Tournee nicht auf, so dass Copeland ihn durch Ike & Tina Turner ersetzte.
Im Jahr 1975 produzierte er dann das Doppelalbum Metal Machine Music, das vor allem aus Gitarrenfeedbacks besteht, Melodie oder Struktur sind nicht erkennbar. Das Album ist umstritten: Während die Chicago Tribune es als „billige Geste gegen die Plattenindustrie“ oder als „schlechten Witz“ verstand, bezeichnete es der Rockjournalist Lester Bangs als genial. Obwohl die Angaben zur Besetzung fiktiv sind, legte Reed Wert auf die Feststellung, dass es sich durchaus um eine ernsthafte Arbeit handelte. Auf jeden Fall war es eine bis dahin unerhörte Provokation gegenüber einem „Major Label“ von Seiten eines damals durchaus kommerziell erfolgreichen Plattenkünstlers. Später wurde das Werk von dem Berliner Ensemble für zeitgenössische Musik Zeitkratzer für klassisch-akustische Instrumente transkribiert und 2002 in Berlin uraufgeführt.
Auf das wütende Metal Machine Music folgte das melodisch sanfte Album Coney Island Baby, das ihn wieder in die Charts zurückbrachte. Reeds Platten der späten 1970er Jahre werden von Kritikern als weniger erfolgreich und eher unausgewogen gewertet. Das wird auf seine zunehmenden Drogenprobleme zurückgeführt und auf die Tatsache, dass die Plattenfirmen Reed in musikalischer Hinsicht nur wenig Spielraum ließen.

#### Die 1980er Jahre

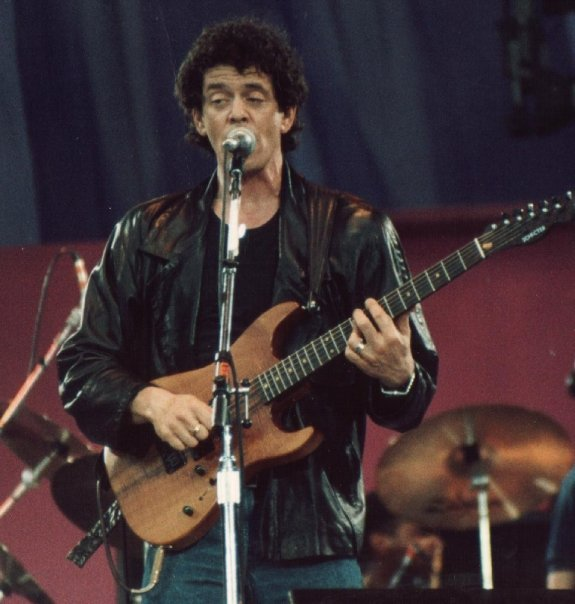
Lou Reed (1986)

In den frühen 1980er Jahren gab Reed das selbstzerstörerische Leben und die Endlostourneen auf, um sich für ihn wichtigeren Dingen zuzuwenden, zum Beispiel seinem gefeierten Comeback-Album The Blue Mask. Er heiratete Sylvia Morales; diese wurde dann zu seiner langjährigen Managerin. Diese Kehrtwendung zu einer reiferen, nüchterneren und daher sensationsärmeren Lebenshaltung und Arbeitsdisziplin spiegelte sich in seinen eher ruhigen und abgeklärten Platten dieser Dekade wider. Das stieß wieder einmal auf harsche Kritik in der Rockmusikpresse, für die er oft als Inbegriff des gnadenlosen Rebellen galt. Reed hatte aber schon früh verlauten lassen, dass er eher auf Langfristigkeit und Selbstkontrolle setzt und der eher zwiespältigen Rolle des „Rock-and-Roll-Opfers“ sehr kritisch gegenübersteht.
Auf seinem sehr erfolgreichen Album New York von 1989 artikulierte Reed die Probleme seiner Heimatstadt, beispielsweise Themen wie Umweltverschmutzung, soziale Ungerechtigkeit und Rassismus. Er machte auch nicht davor Halt, in seinen Liedern Namen zu nennen, so z. B. Jesse Jackson, Papst Johannes Paul II., Kurt Waldheim und Stevie Wonder. Die ehemalige Velvet-Underground-Schlagzeugerin Moe Tucker spielte bei zwei Stücken Schlagzeug.

#### Die 1990er Jahre
Als Andy Warhol, der einstige Förderer und Produzent der Velvet Underground, starb, kam es nach 15 Jahren Pause wieder zu einer Zusammenarbeit mit dem zweiten klangprägenden Kopf der Velvet Underground, John Cale. Heraus kam dabei 1990 das Album Songs for Drella, eine Warhol-Biografie und ein Selbstporträt in minimalistischer Rockmusik. Hier transportieren die Liedtexte eine berührende Zuneigung und schmerzliche Geständnisse, ohne den Humor zu verlieren. Nicht ausgespart werden dabei das Attentat auf Warhol durch Valerie Solanas im Jahr 1968, sein strenges Arbeitsethos, seine ungeahnte Einsamkeit inmitten von Erfolg und Glamour, seine kleinen Schwächen und mögliche ärztliche Kunstfehler.
Reed führte seine dunklen Notizen 1992 mit Magic and Loss weiter, einem Album über den Tod und den Verlust zweier Freunde infolge von Krebs. 1993 kam es zu einer überraschenden Wiedervereinigung von The Velvet Underground. Sie war beim Publikum recht erfolgreich, aber nur von kurzer Dauer, da die alten Spannungen und Differenzen innerhalb der Gruppe schnell wieder aufbrachen. 1997 produzierte die BBC-Stiftung mit über 30 Künstlern, darunter David Bowie, Bono und Suzanne Vega, das Lied Perfect Day, welches zugunsten der gemeinnützigen Aktion „Children in Need“ veröffentlicht wurde.

#### Die 2000er Jahre

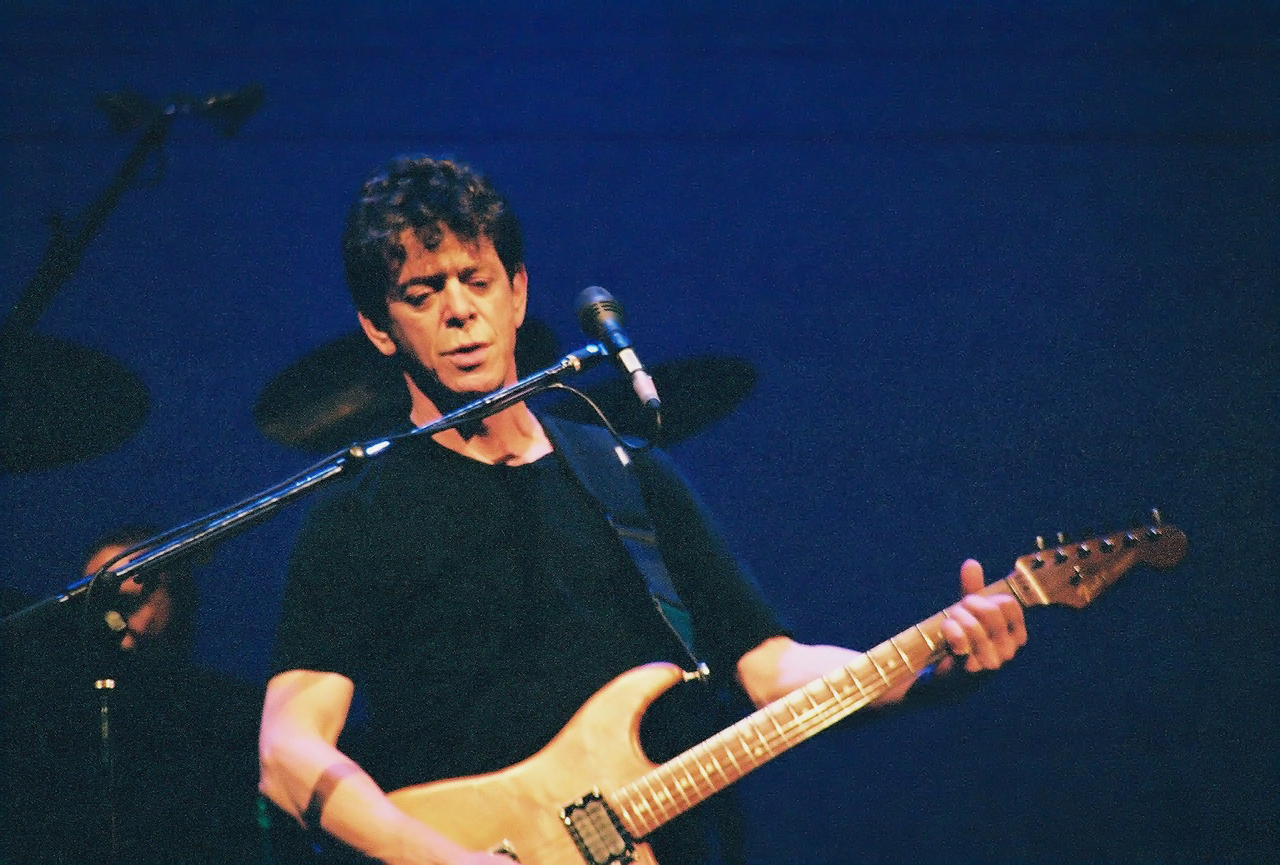
Lou Reed (2004)

Zusammen mit Robert Wilson, der für das szenische Konzept verantwortlich war, schuf Reed das Theaterstück POEtry, das im Jahre 2000 am Thalia Theater in Hamburg uraufgeführt wurde. Reed schrieb das Libretto, die Texte und die Musik für das dreistündige Stück. Der Titel POEtry ist ein Wortspiel aus POE für Edgar Allan Poe und poetry, dem englischen Wort für Poesie bzw. Dichtung. Im Jahr 2001 wurde Reed Opfer einer Falschmeldung, die seinen Tod infolge einer Heroinüberdosis verkündete. Basierend auf dem Werk Edgar Allan Poes veröffentlichte er 2003 die Doppel-CD The Raven, an der Künstler wie Laurie Anderson, Ornette Coleman, David Bowie, Julian Schnabel, Willem Dafoe und Antony mitwirkten. Ein Remix seines Lieds Satellite of Love (genannt Satellite of Love ’04) von Groovefinder wurde 2004 veröffentlicht und erreichte Platz 10 der UK-Single-Charts. 2007 nahm er mit der Band The Killers den Titel Tranquilize auf. Die für den Oktober 2009 mit seiner neu gegründeten Band Metal Machine Trio geplante Europatournee (Krems, Wrocław, Bern, Leipzig, Hamburg, Berlin) wurde gemäß Angaben seiner Londoner Agentur Primary Talent International aus „schwerwiegenden persönlichen Gründen“ („extreme personal issues“) abgesagt.
Nach einem Auftritt mit Metallica anlässlich der Aufnahme in die Rock and Roll Hall of Fame im Jahr 2009 nahm Lou Reed mit dieser Band gemeinsam das Album Lulu auf, das am 31. Oktober 2011 weltweit veröffentlicht wurde.
Peter Gabriel coverte auf dem 2010 erschienenen Studioalbum mit dem Namen Scratch My Back das Lied The Power of the Heart von Lou Reed in einer orchestralen Fassung. Dieser coverte daraufhin auf dem im Jahr 2013 erschienenen Kompilations-Album des Folgeprojektes And I’ll Scratch Yours das Lied Solsbury Hill von Peter Gabriel.

## Stil und Wirkung

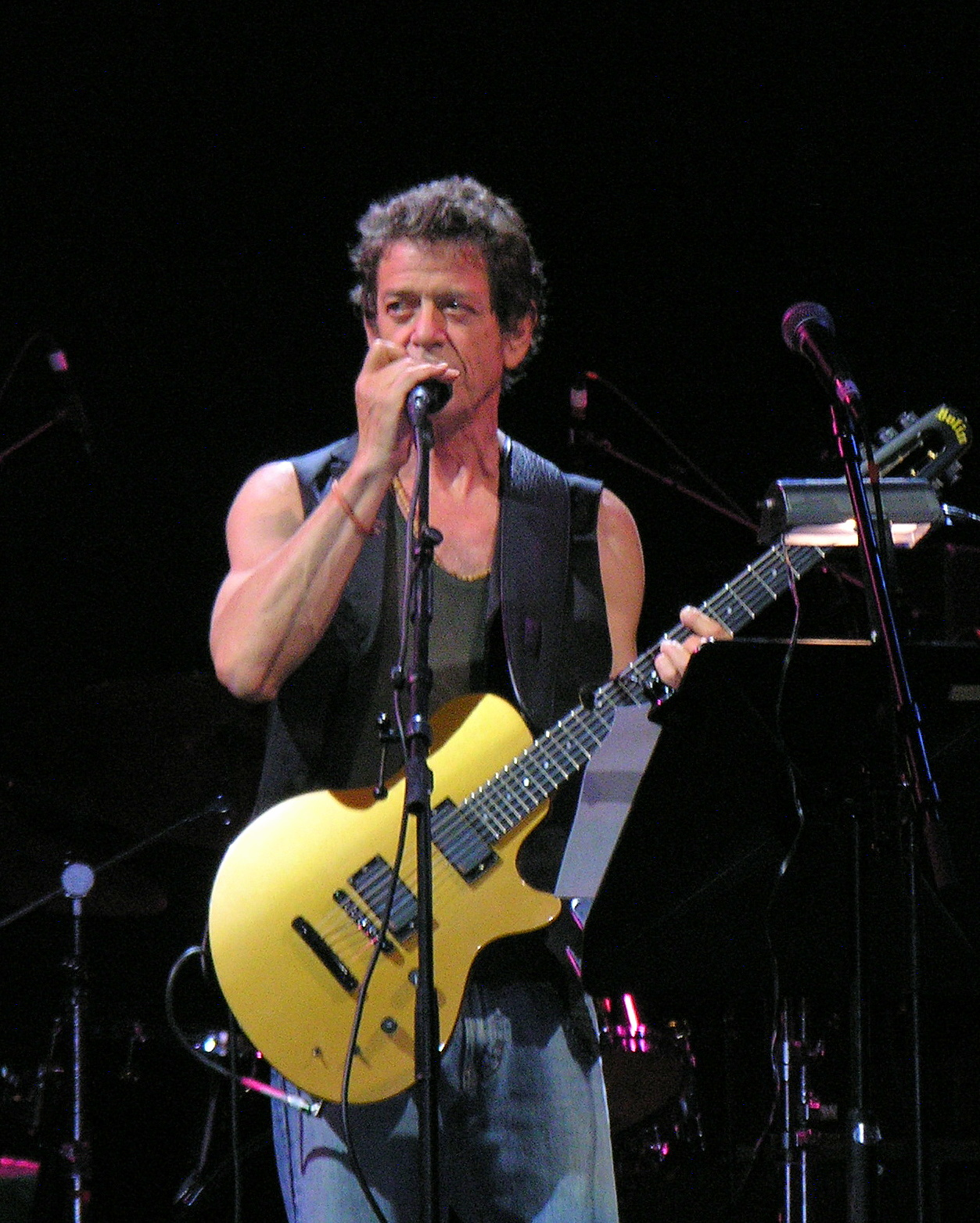
Lou Reed (2007)

Reed war als Künstler, Songschreiber und Sänger seiner Zeit voraus und machte Rockmusik als Kunstform salonfähig. Er hat Glamrock, Punk und Noise miterfunden. Sein Einfluss reicht bis in die Gegenwart.
Reed erreichte zwar nie den kommerziellen Erfolg von anderen Größen seiner Zeit wie etwa Bob Dylan, er hatte aber enormen Einfluss auf Generationen von Musikern. Sein Einfluss ist vergleichbar mit dem von Elvis Presley, den Beatles oder Dylan. Er deckte eine bemerkenswerte Bandbreite an Stilen ab: introspektiver Singer/Songwriter (Lou Reed), Glam (Transformer), Art Rock (Berlin), Hard Rock (Rock’N’Roll Animal), Noise (Metal Machine Music), bekenntnishafter Proto-Punk (Street Hassle), jazzlastiger Rock (The Bells), beschwingter Pop/Rock (New Sensations), sozialer Kommentar (New York) und anspruchsvolle Literaturadaption (The Raven).
Der Journalist Lester Bangs schrieb: „Lou Reed ist der Typ, der Heroin, Speed, Homosexualität, Sado-Masochismus, Mord, Frauenhass und Selbstmord mit Würde und Poesie und Rock’n’Roll versehen hat“. Reed hat vielen jungen Leuten den Mut gegeben, ihre abweichende Sexualität zu leben. Auch andere haben von Sex und Drogen gesungen, aber bei ihm klang das immer direkter, unverschämter, schmutziger und ironischer.
Bezeichnend für ihn ist auch ein schneidend trockener, durch Selbstironie getönter Humor, der seine Texte und seine sonstigen Äußerungen durchzieht. Das Hauptthema seiner lakonisch vorgetragenen Songs ist immer wieder das „beschädigte Leben“ im Großstadtdschungel, aber auch in der scheinbar intakten Vorstadtidylle. Seine Figuren sind oft Verlierer oder angeschlagene Helden, die sich ihren Dämonen stellen. Er schrieb nicht nur über schäbige Charaktere, er ließ sie mit ihren eigenen Stimmen lästern und atmen, und er zeichnete vertraute Landschaften mit ihren eigenen Augen. Themen, die Allen Ginsberg, William S. Burroughs, Jean Genet, Raymond Chandler in seinen Noir-Detektivgeschichten und vor allem Hubert Selby behandelten, nahm Reed auf und entwickelte sie weiter. Zu einer Zeit, als die Beatles von der Liebe sangen, ging es Reed um die Schattenseiten der Gesellschaft; Drogenkonsum und Sucht, Sadomasochismus und Gewalt waren seine Themen. Zusammen mit der experimentellen Musik strömten die Lieder eine düstere Stimmung aus und wurden so zu Hymnen der Gegenkultur. Reed ging keine Kompromisse ein und scherte sich nicht um den Publikumsgeschmack.
Journalisten bezeichnete Reed immer wieder als Schwachköpfe, Idioten und Ungeziefer; sie wurden oft zum Ziel seiner gefürchteten Schlagfertigkeit und Direktheit. Wie Warhol oder ein Fluxuskünstler ließ er die ihm lästigen Interviews zu kleinen künstlerischen Performances geraten, indem er die Erwartungen des Fragestellenden völlig unterlief. Reed selbst sagte dazu, dass all das Gerede, dass er Journalisten nicht möge, nicht wirklich richtig sei – es sei nur so, dass er nicht gerne über sich selbst rede.
Reed verwischte als einer der wenigen Rockmusiker die Grenzen zu anderen Künsten. Er suchte die Zusammenarbeit mit Kollegen oder Freunden aus anderen Bereichen wie z. B. Paul Auster (Lulu on the Bridge), Julian Schnabel, Philip Glass, Jim Jarmusch (Smoke), Robert Wilson oder Wim Wenders (In weiter Ferne, so nah!), um für sich neue Möglichkeiten auszuloten. Reed und seine Frau Laurie Anderson waren so etwas wie die John und Yoko ihrer Zeit.

## Persönliches
Reeds erste Ehe mit Bettye Kronstadt hielt nur für kurze Zeit und löste sich während der Aufnahmen zu Berlin im Jahre 1973 auf. Von 1976 bis 1978 war Reed mit einer Transfrau namens Rachel liiert, die unter anderem namentlich in seinem Lied Coney Island Baby erwähnt wird („I’d like to send this one out to Lou and Rachel, and all the kids at P.S. one ninety-two“) und als Muse für mehrere Songs auf seinem gleichnamigen Album gilt. Reed sprach in dieser Zeit offen über seine Homosexualität. Insgesamt lebte er in unterschiedlichen Phasen verschiedene sexuelle Orientierungen und verweigerte sich eindeutigen Kategorisierungen. Am Valentinstag 1980 heiratete er Sylvia Morales, die er in einem S/M-Club in Greenwich Village kennengelernt hatte. Er verließ sie, nachdem er 1992 in München die US-amerikanische Performance-Künstlerin Laurie Anderson kennengelernt hatte. Er und Anderson wurden 1995 ein Paar und wohnten seitdem gemeinsam im West Village. Sie heirateten schließlich am 12. April 2008 in Boulder, Colorado.
Reed war ein Meister des Schattenboxens, Tai-Chi Chuan. Seit den 1980er Jahren betrieb er Tai Chi im Chen-Stil und lernte einige Jahre bei dem chinesischen Meister Ren Guang Yi.
Reed, der an chronischem Leberversagen litt, was auf seinen jahrzehntelangen Alkohol- und Drogenkonsum zurückgeführt wird, unterzog sich im Frühjahr 2013 einer Lebertransplantation. Am 27. Oktober 2013 erlag er in seinem Sommerhaus in den Hamptons den Folgen seiner Erkrankung.

## Ehrungen

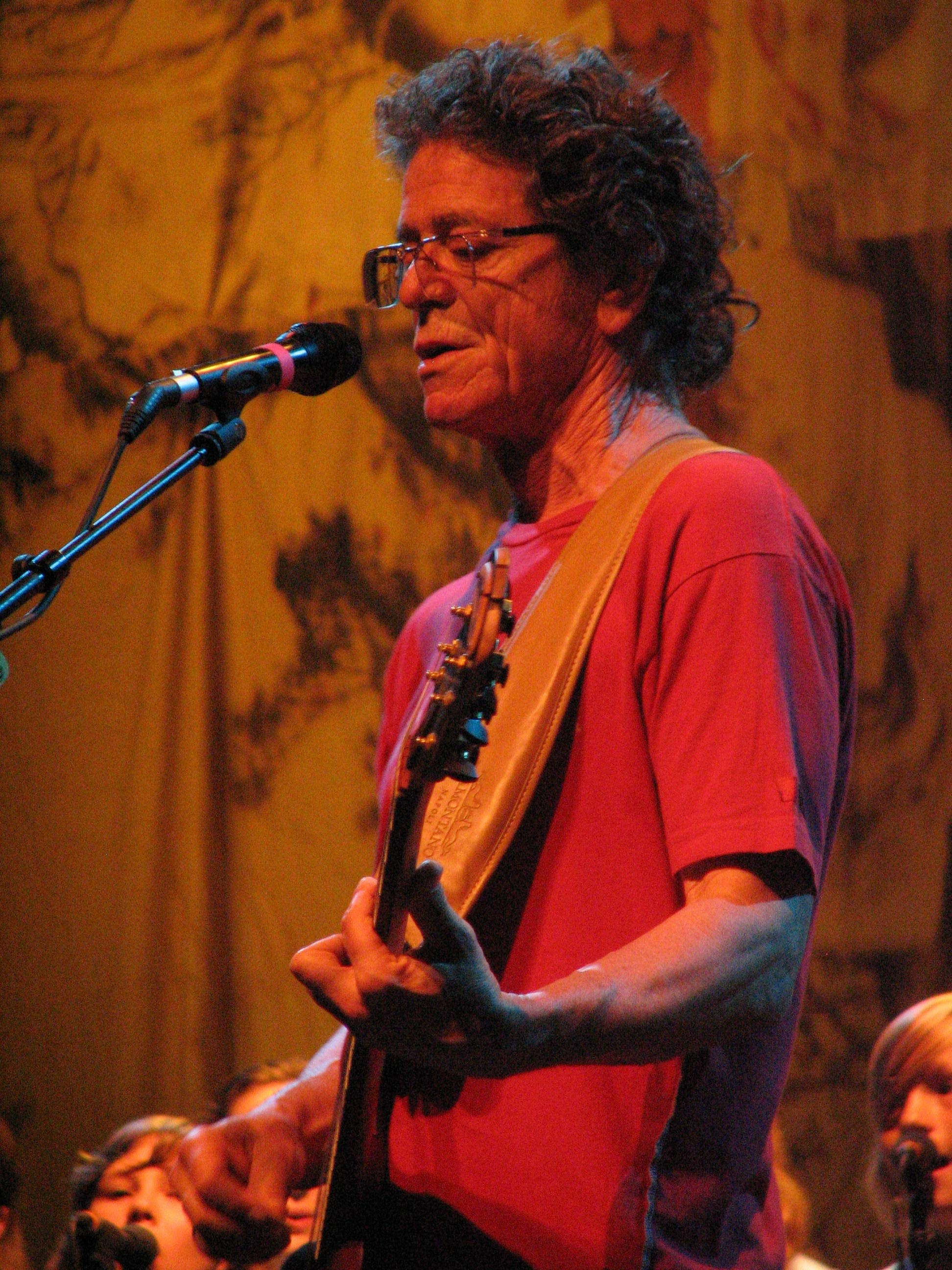
Lou Reed (2008)

Als Mitglied von The Velvet Underground wurde Reed 1996 in die Rock and Roll Hall of Fame aufgenommen. Bei der Ehrung hielt Patti Smith die Laudatio. 2015 wurde Reed ferner auch als Solo-Künstler in diese Hall of Fame aufgenommen.
Das einflussreiche Musikmagazin Rolling Stone nennt Reed in mehreren ihrer Bestenlisten. Während The Velvet Underground auf Rang 19 der 100 bedeutendsten Künstler steht, wurden alle vier Alben, die Reed als Mitglied der Band aufgenommen hatte, in die Liste der 500 besten Alben aller Zeiten aufgenommen, wobei The Velvet Underground & Nico Rang 13, White Light/White Heat Rang 293, The Velvet Underground Rang 314 und Loaded Platz 110 belegt. Zwei Alben, die Reed als Solo-Künstler aufgenommen hat, Transformer und Berlin, wurden auf Platz 194, beziehungsweise 344 ebenfalls in diese Liste aufgenommen, obwohl letzteres Album vom selben Magazin dreißig Jahre zuvor ein „Desaster“ genannt worden war.
2004 nannte der Rolling Stone ihn zunächst auf Rang 52 der 100 größten Gitarristen, 2011 dann noch auf Position 81. In der Liste der 100 größten Sänger belegt Reed seit 2005 Rang 62. 2015 setzte ihn die Zeitschrift auf Rang 21 der 100 größten Songwriter aller Zeiten.
Zum zwanzigsten Jahrestag der Samtenen Revolution im November 2009 lud Václav Havel den von ihm schon lange geschätzten Lou Reed neben Joan Baez, Suzanne Vega und Renée Fleming nach Prag ein. Havel würdigte sie mit den Worten: „Diese Künstler sind bekannt für ihr freies Denken. Sie haben immer auf der Seite der Freiheit gestanden, und viele von ihnen haben ihre Solidarität in dunkleren Zeiten ausgedrückt.“ Metal Machine Music wurde in die The Wire’s „100 Records That Set the World on Fire (While No One Was Listening)“ aufgenommen.
2012 wurde eine Spinnengattung (Loureedia) und 2015 ein Asteroid ((270553) Loureed) nach ihm benannt.
In der New York Public Library for the Performing Arts steht der Öffentlichkeit das Lou Reed-Archiv zur Verfügung. Es dokumentiert die Geschichte von Reeds Leben als Musiker, Komponist, Dichter, Schriftsteller, Fotograf und Tai-Chi-Schüler anhand seiner eigenen umfangreichen Unterlagen, Fotos, Aufnahmen und anderer Materialien über den Zeitraum von 1958 bis 2013.

## Sonstiges
Lou Reeds photographische Arbeiten, die seine Liebe zu seiner Heimatstadt New York bildlich festhalten, wurden in den Bänden Emotion in Action (2003) und Lou Reed’s New York (2006) veröffentlicht. Weitere Veröffentlichungen mit Reeds Photographien waren Romanticism (2009) mit landschaftlichen und architektonischen Motiven während seiner Reisen, und Rimes Rhymes (2012) mit Landschaften, stark vergrößerten Details und Porträts.

## Diskografie
Studioalben

| Jahr | Titel                         | Höchstplatzierung, Gesamtwochen, AuszeichnungChartplatzierungen (Jahr, Titel, Platzierungen, Wochen, Auszeichnungen, Anmerkungen) | Höchstplatzierung, Gesamtwochen, AuszeichnungChartplatzierungen (Jahr, Titel, Platzierungen, Wochen, Auszeichnungen, Anmerkungen) | Höchstplatzierung, Gesamtwochen, AuszeichnungChartplatzierungen (Jahr, Titel, Platzierungen, Wochen, Auszeichnungen, Anmerkungen) | Höchstplatzierung, Gesamtwochen, AuszeichnungChartplatzierungen (Jahr, Titel, Platzierungen, Wochen, Auszeichnungen, Anmerkungen) | Höchstplatzierung, Gesamtwochen, AuszeichnungChartplatzierungen (Jahr, Titel, Platzierungen, Wochen, Auszeichnungen, Anmerkungen) | Anmerkungen |
| Jahr | Titel                         | DE | AT | CH | UK | US | Anmerkungen |
| ---- | ----------------------------- | --- | --- | --- | --- | --- | --- |
| 1972 | Lou Reed                      | — | — | — | — | US189 (2 Wo.)US | Erstveröffentlichung: April 1972 |
| 1972 | Transformer                   | — | — | — | UK13 Platin · (40 Wo.)UK | US29 (32 Wo.)US | Erstveröffentlichung: 8. November 1972 Platz 194 der Rolling-Stone-500 in UK mehrfach wiederveröffentlicht, erreichte u. a. 1998 erneut Platz 16 Verkäufe: + 467.500 |
| 1973 | Berlin                        | — | — | — | UK7 Silber · (5 Wo.)UK | US98 (11 Wo.)US | Erstveröffentlichung: Juli 1973 Platz 344 der Rolling-Stone-500 Verkäufe: + 60.000                                                                                   |
| 1974 | Sally Can’t Dance             | — | — | — | — | US10 (14 Wo.)US | Erstveröffentlichung: August 1974 |
| 1975 | Metal Machine Music           | — | — | — | — | — | Erstveröffentlichung: Juli 1975 |
| 1976 | Coney Island Baby             | — | — | — | UK52 (1 Wo.)UK | US41 (14 Wo.)US | Erstveröffentlichung: Januar 1976 |
| 1976 | Rock and Roll Heart           | — | — | — | — | US64 (8 Wo.)US | Erstveröffentlichung: 1. Oktober 1976 |
| 1978 | Street Hassle                 | — | — | — | — | US89 (9 Wo.)US | Erstveröffentlichung: Februar 1978 |
| 1979 | The Bells                     | — | — | — | — | US130 (4 Wo.)US | Erstveröffentlichung: Mai 1979 |
| 1980 | Growing Up in Public          | — | — | — | — | US158 (5 Wo.)US | Erstveröffentlichung: April 1980 |
| 1982 | The Blue Mask                 | DE52 (1 Wo.)DE | — | — | — | US169 (4 Wo.)US | Erstveröffentlichung: 23. Februar 1982 |
| 1983 | Legendary Hearts              | — | — | — | — | US159 (7 Wo.)US | Erstveröffentlichung: März 1983 |
| 1984 | New Sensations                | — | — | — | UK92 (1 Wo.)UK | US56 (32 Wo.)US | Erstveröffentlichung: April 1984 |
| 1986 | Mistrial                      | — | — | — | UK69 (1 Wo.)UK | US47 (21 Wo.)US | Erstveröffentlichung: April 1986 |
| 1989 | New York                      | DE19 (17 Wo.)DE | AT8 (12 Wo.)AT | CH1 Gold · (14 Wo.)CH | UK14 Gold · (22 Wo.)UK | US40 Gold · (22 Wo.)US | Erstveröffentlichung: 10. Januar 1989 Verkäufe: + 1.295.000 |
| 1992 | Magic and Loss                | DE17 (15 Wo.)DE | AT9 (11 Wo.)AT | CH10 (13 Wo.)CH | UK6 (6 Wo.)UK | US80 (7 Wo.)US | Erstveröffentlichung: 14. Januar 1992 Verkäufe: + 50.000 |
| 1996 | Set the Twilight Reeling      | DE18 (14 Wo.)DE | AT23 (7 Wo.)AT | CH16 (8 Wo.)CH | UK26 (2 Wo.)UK | US110 (3 Wo.)US | Erstveröffentlichung: 16. Februar 1996 |
| 2000 | Ecstasy                       | DE24 (6 Wo.)DE | AT48 (2 Wo.)AT | CH76 (1 Wo.)CH | UK54 (1 Wo.)UK | US183 (1 Wo.)US | Erstveröffentlichung: 4. April 2000 |
| 2003 | The Raven                     | DE45 (3 Wo.)DE | AT68 (3 Wo.)AT | CH64 (2 Wo.)CH | — | — | Erstveröffentlichung: 28. Januar 2003 |
| 2007 | Hudson River Wind Meditations | — | — | — | — | — | Erstveröffentlichung: 11. April 2007 |

grau schraffiert: keine Chartdaten aus diesem Jahr verfügbar

### Mit The Velvet Underground
Für die vollständige Diskografie von The Velvet Underground siehe The Velvet Underground#Diskografie.
- The Velvet Underground & Nico (1967)
- White Light/White Heat (1968)
- The Velvet Underground (1969)
- Loaded (1970)
- Live at Max’s Kansas City (1972, aufgenommen 1970)
- 1969 (1974, aufgenommen 1969)
- VU (1985, aufgenommen 1968–1969)
- Another View (1986, aufgenommen 1967–1969)
- Live MCMXCIII (1993)
- Peel Slowly and See (1995; 5-CD Boxset, aufgenommen 1965–1970)
- The Quine Tapes (2001, aufgenommen 1969)
- Live at Max’s Kansas City (Deluxe-Edition 2005, aufgenommen 1970)

## Filmografie
Gastauftritte
- 1993: U2 ZooTV Live From Sydney (Konzert)
- 1993: In weiter Ferne, so nah! (Film von Wim Wenders)
- 1993: Sweet Relief: A Benefit For Victoria Williams
- 1994: Bright Red (Film von Laurie Anderson)
- 1994: Blue in the Face (Film von Wayne Wang mit Harvey Keitel)
- 1995: Till The Night Is Gone: A Tribute To Doc Pomus
- 1997: September Songs (The Music Of Kurt Weill)
- 1998: Lou Reed – Rock and Roll Heart (Filmdokumentation von Timothy Greenfield-Sanders)[75]
- 2000: Rockin’ on Broadway (The Time/Brent/Shad Story) (mit ersten Aufnahmen der Shades von 1958)
- 2001: Prozac Nation – Mein Leben mit der Psychopille (Film von Erik Skjoldbjærg)
- 2003: The soul of a man (Film von Wim Wenders)
- 2007: Palermo Shooting (Film von Wim Wenders)
- 2009: Sweet Jane (zusammen mit Metallica)

## Buchveröffentlichungen
- Texte. Aus dem Amerikanischen von Diedrich Diederichsen. Kiepenheuer und Witsch, Köln 1992, ISBN 3-462-02204-0.
- The Raven. (Libretto) 2003.
- Pass Thru Fire. The Collected Lyrics. 2006.